# Codex Calixtinus

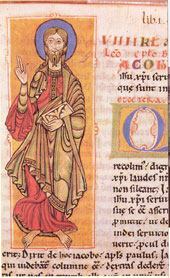
Codex Calixtinus, folium 4r. Afbeelding van Jakobus de Meerdere

De Codex Calixtinus is een 12e-eeuws handschrift dat bewaard wordt in de Kathedraal van Santiago de Compostella in Galicië, Spanje. Het handschrift bevat tientallen afzonderlijke teksten, verschillend van herkomst en ouderdom. Deze compilatie van teksten staat ook wel bekend als het Liber Sancti Iacobi, het boek van de heilige Jakobus. In de Codex Calixtinus zijn rond het jaar 1140 al deze teksten voor de eerste maal samengebracht.
Het Liber Sancti Iacobi bezingt de eer en glorie van de apostel Jakobus de Meerdere als machtige bovennatuurlijke helper en bemiddelaar. Niet het minst in de strijd tegen de ongelovigen. Uiteraard zijn de teksten ook bedoeld om de pelgrimage naar de graftombe van de heilige in Santiago te stimuleren. Ze bevatten veel informatie en adviezen voor de middeleeuwse pelgrims op weg naar Santiago. Een ander belangrijk doel van het Liber Sancti Iacobi is de structurering van de eredienst tijdens de hoogfeesten van Jakobus op 25 juli en 30 december.

## Ontstaan en gebruik
De samensteller van de Codex en ook auteur van een aantal teksten is vermoedelijk Aymeric Picaud. Over hem is niet veel bekend. Waarschijnlijk was hij een Franse monnik uit Poitou, het graafschap Poitiers. Hij werkte onder pseudoniem van Paus Calixtus II. Door deze paus als auteur ten tonele te voeren, verkreeg het boek meer status en gezag. Calixtus II (ca. 1060-1124) was aartsbisschop van Vienne en paus van 1119 tot aan zijn dood. Deze Calixtus – zijn eigenlijke naam was Gui of Guido van Bourgondië – was een groot stimulator van de pelgrimage naar Santiago. Zijn broer Raymond was een schoonzoon van koning Alfons VI van het koninkrijk León (vóór 1040-1109), waartoe ook Santiago behoorde. Toen Raymond in 1107 stierf, werd Guido voogd van zijn minderjarige zoontje, de latere koning Alfons VII van León en Castilië (1105-1157). Het was de tijd waarin Santiago zich onder de bezielende leiding van aartsbisschop Diego Gelmírez (ca. 1068-1140) op de kaart zette met de bouw van de kathedraal. Het was ook de tijd dat het pelgrimeren in Europa een ongekende populariteit genoot. Daarnaast is het ontstaan van de Codex niet los te zien van de opkomst van Jakobus als beschermheilige van het christelijke noorden van Spanje in de strijd tegen de Islam in het zuiden, de Reconquista.
De Codex Calixtinus telt 225 dubbelzijdig beschreven perkamenten bladen (folia) van elk 295 × 214 mm. Enkele uitzonderingen daargelaten telt elke bladzijde vierendertig regels tekst. Er zijn minstens vier schrijvers werkzaam geweest. Het handschrift is geïllumineerd. Om de tekst te structureren zijn de beginletters (initialen) van hoofdstukken of alinea’s vaak versierd. In de meeste gevallen door ze te kleuren, soms zijn ze rijker versierd met plantenmotieven, dierlijke vormen of abstracte patronen. De weinige initialen met een verhalende voorstelling tonen paus Calixtus, Sint-Jacobus, Karel de Grote en aartsbisschop Turpinus van Reims. In 1966 werd de Codex gerestaureerd door de Bibliotheca Nacional in Madrid. Overmaatse pagina’s zijn bij die gelegenheid ingekort. Ook is boek IV, de Historia Caroli Magni et Rotholandi ook genoemd de Historia Turpini, weer ingevoegd. Dit deel was in 1609 uit de Codex losgemaakt.
In de middeleeuwen zijn kopieën van de Codex Calixtinus vervaardigd. De oudste bekende kopie is de Ripoll Codex, vernoemd naar het klooster van Santa Maria de Ripoll in Catalonië. Deze kopie is 1173 vervaardigd door de monnik Arnaldo de Monte en bevindt zich nu in Barcelona. De Codex Calixtinus moet dus vóór 1173 zijn ontstaan. Het meest recent gedateerde wonder in boek II van de Codex Calixtinus dateert uit 1135. Daarom wordt aangenomen dat het handschrift tussen 1135 en 1173 is voltooid, het meest waarschijnlijk in de jaren 1140. Later in de 12e eeuw zijn er nog twee aanhangsels toegevoegd.
Kanunniken van de kathedraal van Santiago hebben onafgebroken tot in de 16e eeuw aantekeningen gemaakt in de marges van de Codex Calixtinus. Tot die tijd was het handschrift dus actief in gebruik. De Codex bleef bewaard in de archieven van de kathedraal en werd in in 1886 door de Jezuïet Padre Fidel Fita weer in de openbaarheid gebracht.

## Inhoud
Het Liber Sancti Iacobi telt vijf thematische boeken (libri), voorafgegaan door een inleidende brief van paus Calixtus II en gevolgd door twee aanhangsels. Het eerste boek is liturgisch van karakter, het tweede en derde behoren tot het genre van de hagiografie (heiligenlevens), het vierde is historisch en het vijfde boek – tegenwoordig het meest bekende – is een pelgrimsgids.
| Liber | Titel | Folia     |
| ----- | --- | --------- |
|       | Brief van paus Calixtus II | 1-2v      |
| I     | Anthologia liturgica/Liturgische bloemlezing                                                                                                  | 2v-139    |
| II    | De miraculis sancti Jacobi/Over de wonderen van de heilige Jakobus                                                                            | 139v-155v |
| III   | Liber de translatione corporis sancti Jacobi ad Compostellam/Boek over de overbrenging van het lichaam van de heilige Jakobus naar Compostela | 156-162v  |
| IV    | Historia Caroli Magni et Rotholandi/De geschiedenis van Karel de Grote en Roelant                                                             | 163-191   |
| V     | Iter pro peregrinis ad Compostellam/Gids voor de pelgrims naar Compostela                                                                     | 192-213v  |
|       | Appendix I | 214-219v  |
|       | Appendix II | 221-225   |

### Brief van paus Calixtus II

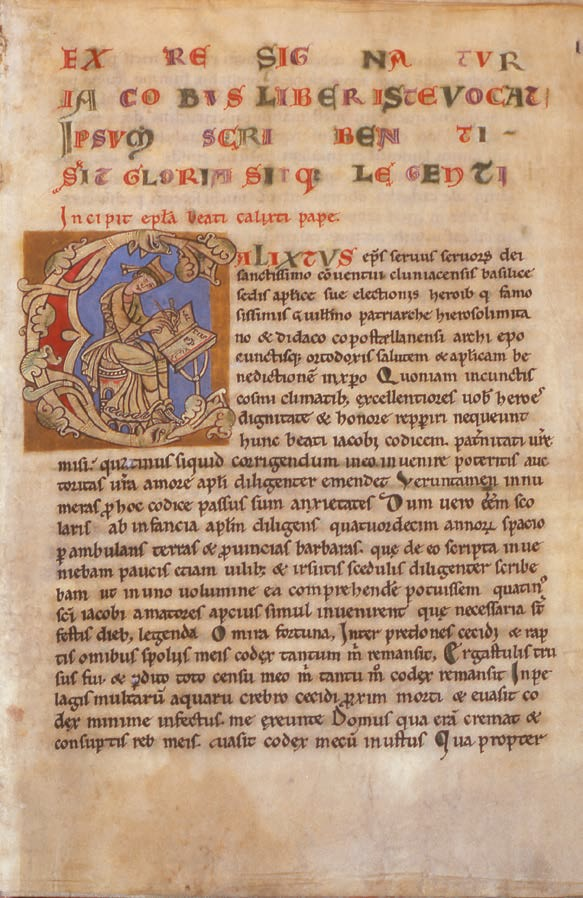
Codex Calixtinus, folium 1r. Openingsbrief van (pseudo) Calixtus II

Het Liber Sancti Iacobi begint met een brief van de auteur, die zich voordoet als paus Calixtus II, aan de kloostergemeenschap in Cluny en aan Diego Gelmírez, aartsbisschop van Compostela. Hij vertelt daarin hoe hij tijdens zijn veertien jaar durende tocht getuigenissen verzamelde over de goede daden van Jakobus. Ook beschrijft hij hoe het manuscript vele gevaren overleefde, van brand tot overstromingen. De brief kan gelezen worden als een introductie op de vijf afzonderlijke boeken waaruit de Codex is opgebouwd.

### Boek I. Liturgische bloemlezing (Anthologia liturgica)
Dit eerste boek beslaat vrijwel de helft van de Codex Calixtinus. Het bevat zeventien preken, twee beschrijvingen van Jakobus' martelaarschap, missen, getijdengebeden en gezangen voor de eredienst tijdens de hoogfeesten van Jacobus op 25 juli en 30 december, tijdens de vigilie (vooravond) van beide feesten en de acht dagen (octaaf) erna. Ook is er een mis voor de feestdag van de wonderen op 3 (later 5) oktober. Boek I geeft de kathedrale clerus houvast bij de luisterrijke eredienst voor de apostel Jacobus gedurende het kerkelijk jaar.
De preek Veneranda Dies (De te vieren dag) is de langste tekst in boek I en lijkt onderdeel te zijn geweest van de Jacobusviering op 30 december. De auteur gedenkt het leven, de dood en de overbrenging van de stoffelijke resten van Sint-Jacob naar Santiago. Niet onvermeld blijven de zegeningen en weldaden van Jacobus voor de pelgrims op de route naar zijn graftombe, voor Spanje en voor Galicië. Tevens geeft de preek de pelgrims naar Santiago richtlijnen voor het juiste sociale gedrag (bijvoorbeeld: vermijdt ruzie en dronkenschap) en waarschuwingen voor de uiteenlopende gevaren die pelgrims onderweg bedreigen. Ook passeren meer spirituele aspecten van het pelgrimeren de revue.
Ten tijde van het ontstaan van de cultus van Jacobus in de 9e eeuw nam de kerk van Santiago de liturgische kalender over die op dat moment in de hele Spaanse kerk in gebruik was. Deze Spaanse kalender kende één feestdag voor de apostel Jacobus: 30 december. Voor deze feestdag was ook een speciale liturgie ontwikkeld conform de oude Visigotische tradities, die op onderdelen afweken van wat elders in het christelijke westen gebruikelijk was.
Geleidelijk wonnen aanhangers van de Romeinse ritus aan invloed. Dat kwam vooral doordat de christelijke Spaanse koningen in het noorden de benedictijner monniken van de kloosterorde van Cluny een grote rol toebedeelden in de (her)ontwikkeling van de op de Moren veroverde gebieden. Deze orde stond onder rechtstreeks gezag van de paus en propageerde de Romeinse liturgische riten. Na de verovering van Toledo in 1085 besloot koning Alfonso VI (1040-1109) ten gunste van de Romeinse ritus. Volgens de Romeinse kalender werd het feest van Jacobus echter gevierd op 25 juli. De kerk van Compostela kwam tot een compromisoplossing. Men vierde het lijden en sterven van Jacobus voortaan op 25 juli, zoals ook buiten Spanje gebruikelijk. Tegelijkertijd bleef de feestdag van 30 december bestaan, nu ter herdenking van de overbrenging van het lichaam van de apostel vanuit het Heilig Land naar Santiago.
De inhoud van boek I:
1. Preek van Beda Venerabilis, priester, voor de vigilie (24 juli): Quoniam beati Jacobi vigilias.
2. Uiteenzetting van paus Calixtus voor de vigilie (24 juli): Vigiliae noctis sacratissimae.
3. 12 zegeningen van paus Calixtus over de lessen van Jacobus: Adsit nobis gratia Dei.
4. Proloog van Calixtus en kort passieverhaal van Jacobus (25 juli): Gaio quatuor annis.
5. Preek van paus Calixtus over de passie van Jacobus (25 juli): Celebritatis sacratissime.
6. Tweede preek van dezelfde paus Calixtus voor 25 juli: Spiritali igitur jocunditate.
7. Uiteenzetting van dezelfde paus Calixtus voor 25 juli: Adest nobis, dilectissimi fratres.
8. Homilie van Beda Venerabilis voor 25 juli: Dominus conditor ac redemptor noster.
9. Proloog van Calixto en het uitgebreidere passieverhaal van Jacobus: Post Ascensionem Dominicam ad jaloezie apostolus Domini nostri lhesu Christi.
10. Uiteenzetting van de heilige Hiëronymus voor 26 juli, de tweede dag van het octaaf van (het feest van) Jacobus: Apostolica sollempnia veneranda.
11. Uiteenzetting van dezelfde heilige Hiëronymus voor 27 juli, de derde dag van het octaaf van (het feest van) Jacobus: Quare Petrus et Jacobus.
12. Uiteenzetting van paus Calixtus voor 28 juli, de vierde dag van het octaaf van (het feest van) Jacobus: Preclara sollempnia.
13. Uiteenzetting van de heilige Hiëronymus voor 29 juli, de vijfde dag van het octaaf van (het feest van) Jacobus: In presenti capitula ostenditur.
14. Homilie van paus Gregorius voor 30 juli, zesde dag van het octaaf van (het feest van) Jacobus: Quia natalem beati lacobi apostoli et martiris.
15. Preek van de heilig Maximus, bisschop, voor 31 juli, de zevende dag van het octaaf van (het feest van) Jacobus: Exultemus in Domino, dilectissimi, et congruis honoribus.
16. Uiteenzettingen van de heiligen Hiëronymus en Maximus voor 31 juli, de zevende dag van het octaaf van (het feest van) Jacobus: Sollempnitatem hodiernam.
17. Preek van paus Calixtus voor 30 december: Veneranda dies.
18. Homilie van paus Gregorius voor 30 december: Audistis, fratres karissimi, quia.
19. Uiteenzetting van paus Calixtus voor 30 december: Sollempnia sacra presentia.
20. Uiteenzettingen van de heiligen Hiëronymus, Augustinus, Gregorius en Maximus voor 5 januari: Festivitatem electionis et translationis.
21. Teksten van paus Calixtus voor de vigilie van Jacobus en de dag van zijn passie (24 en 25 juli): Iacobus Dei et Domini nostri Ihesu Christi servus.
22. Gebed voor de vigilie (24 juli), door Calixtus.
23. Gebed voor 25 juli en 30 december, door Calixtus.
24. Mis van paus Calixtus om te zingen tijdens de vigilie van Jacobus (24 juli) op het negende uur, met toebehoren.
25. Verzen (17 verschillende) van paus Calixtus om te zingen tijdens de processie van Jacobus tijdens zijn twee plechtigheden (25 juli en 30 december)
26. Mis van dezelfde paus Calixtus om het op te dragen op de dag van de passie van Jacobus (25 juli), met toebehoren.
27. Mis van dezelfde paus Calixtus die bij alle missen telkens zal worden gezongen door de pelgrims naar Jacobus.
28. Zeven missen van dezelfde paus Calixtus om achtereenvolgens op elk van dag van het octaaf van het feest van Jacobus te zingen. Hieraan is toegevoegd een mis voor het feest der wonderen op 3 oktober.
29. Teksten van dezelfde paus Calixtus om te reciteren bij (het feest van) de translatie van Jacobus (30 december).
30. Mis van paus Calixtus om te zingen op het feest van de translatie van Jacobus (missen van 30 december en 5 januari).
31. Missa farcida van Jacobus, die gezongen kan worden tijdens de festiviteiten van 25 juli en 30 december.

De hoofdstukken 1-20 behelzen preken en passieverhalen. De gebedsteksten in de hoofdstukken 21-23 zijn voorzien van muzieknotatie, evenals de daarop volgende missen.
De missa farcida vormt tezamen met een zestal gezangen een Gregoriaans supplement, eveneens voorzien van muzieknotatie.

### Boek II. Over de wonderen van de heilige Jacob (De miraculis sancti Jacobi)
Het hagiografische boek II verhaalt over tweeëntwintig wonderen die Sint-Jacob in Europa en het Heilig Land heeft bewerkstelligd. Verspreid over het eerste, derde en vijfde boek en het tweede aanhangsel telt de Codex Calixtinus nog twintig wonderen van de apostel. De nogal heterogene verzameling wonderen getuigt van goddelijke ingrepen in de natuurlijke orde op voorspraak van de heilige Jacobus. Jacobus begunstigt door zijn wonderen mannen, vrouwen en kinderen uit verschillende sociale groepen. Hij is een machtige helper en bemiddelaar die vanuit de bovennatuur wonderen kan verrichten als teken van Gods almacht.
Boek II opent met een aanbevelingsbrief van paus Calixtus en telt vervolgens 22 hoofdstukken. Optekening van de meeste wonderen wordt toegeschreven aan paus Calixtus. Uitgezonderd zijn de wonderen nummer 2, opgetekend door Beda Venerabilis (672/673-735), nummer 4, opgetekend door magister Hubertus, kanunnik van de kerk van Maria Magdalena in Besançon, en 16-17, opgetekend door Anselmus van Canterbury (1033-1109.
1. Over twintig mannen, door de apostel uit moslimse gevangenschap bevrijd.
2. Over een man die zijn op schrift gestelde zonde neerlegde op het altaar van de heilige Jacobus en vergiffenis verkreeg.
3. Over het kind dat in de bergen van Oca door de apostel tot leven werd gewekt.
4. Van de dertig Lotharingers en de dode, door de apostel in één nacht van de Col de Cize tot aan zijn klooster gebracht.
5. Van de gehangen pelgrim die door de apostel na 36 dagen van de dood werd gered.
6. Van een man uit Poitiers tot wie de apostel een engel in de gedaante van een ezel ter hulp stuurde.
7. Van de zeeman Frisonius die met zijn helm en zijn schild door de apostel uit de diepten van de zee werd getrokken.
8. Over de prelaat die een responsorium ter ere van de heilige Jacobus opstelde nadat hij uit de gevaren van de zee was gered.
9. Van een ridder uit Tiberias aan wie de apostel de macht verleende de Turken te verslaan en die hij van zijn ziekte genas en van de verdrinkingsdood redde.
10. Van een pelgrim die in zee was gevallen en door de apostel bij de haren werd gegrepen en na drie dagen naar de haven werd gebracht.
11. Van Bernardus die door de apostel op wonderbare wijze uit de kerker ontvoerd werd.
12. Van de ridder die door de apostel werd genezen na het opleggen van een pelgrimsschelp.
13. Van de ridder Dalmatius die door de apostel, in naam van zijn pelgrim, ter verantwoording werd geroepen.
14. Van een koopmanm, door de apostel uit de kerker bevrijd.
15. Van een ridder die door de zalige apostel in een strijd werd gered nadat al zijn gezellen gesneuveld waren.
16. Van een ridder die in zijn doodsstrijd door de duivel bedreigd werd en met de staf van een bedelaar en de reiszak van een oude vrouw door de zalige Jacobus werd bevrijd.
17. Van de pelgrim die, uit liefde voor de apostel, maar door de duivel misleid, zichzelf het leven benam.
18. Van de graaf van Sint-Gillis voor wie de apostel de ijzeren deur van zijn kapel opende.
19. Van de Griekse bisschop Stefanus aan wie de zalige apostel verscheen en hem een onbekende toekomstige gebeurtenis voorspelde.
20. Van de gevangen ridder Guillaume die met ontblote hals door een graaf met het zwaard onthoofd zou worden, maar deze kon hem zelfs niet kwetsen.
21. Van de verlamde man aan wie de zalige apostel in zijn basiliek verscheen en hem weer volledig gezond maakte.
22. Van de man die dertien keer maal verkocht en door de apostel even zoveel maal bevrijd werd.

### Boek III. Boek over de overbrenging van het lichaam van de heilige Jacob naar Compostela (Liber de translatione corporis sancti Jacobi ad Compostellam)
Slechts zes folia telt dit boek over de evangelisatie van Spanje door de apostel Jacobus en de wonderbaarlijke overbrenging van al zijn stoffelijke resten van Jeruzalem naar zijn tombe in Galicië. Daarnaast gaat dit boek over de drie jaarlijkse feestdagen voor Sint-Jacob en de luister waarmee deze in Compostela gevierd worden. Een interessant detail is de vermelding van de gewoonte van pelgrims om als aandenken aan hun tocht een schelp van de grote mantel mee te nemen van de Galicische kust. De mantelschelp is een vast attribuut van Sint Jacob én van zijn pelgrims geworden.
Boek III telt een proloog en 4 hoofdstukken, getiteld:
Proloog van de zalige paus Calixtus over de overbrenging van de zalige Jacobus de Meerdere.
1. Het verhaal van de overbrenging van Sint-Jacob, apostel, broer van Sint-Jan, apostel en evangelist, wat op 30 december gevierd wordt, hoe hij vanuit Jeruzalem naar Galicië werd overgebracht.
2. Brief van paus Leo over de overbrenging van Sint-Jacob, apostel, wat op 30 december gevierd wordt.
3. Paus Calixtus over de drie feesten van Sint-Jacob.
4. Over de schelpen van Sint-Jacob.

### Boek IV. De geschiedenis van Karel de Grote en Roelant (Historia Caroli Magni et Rotholandi)

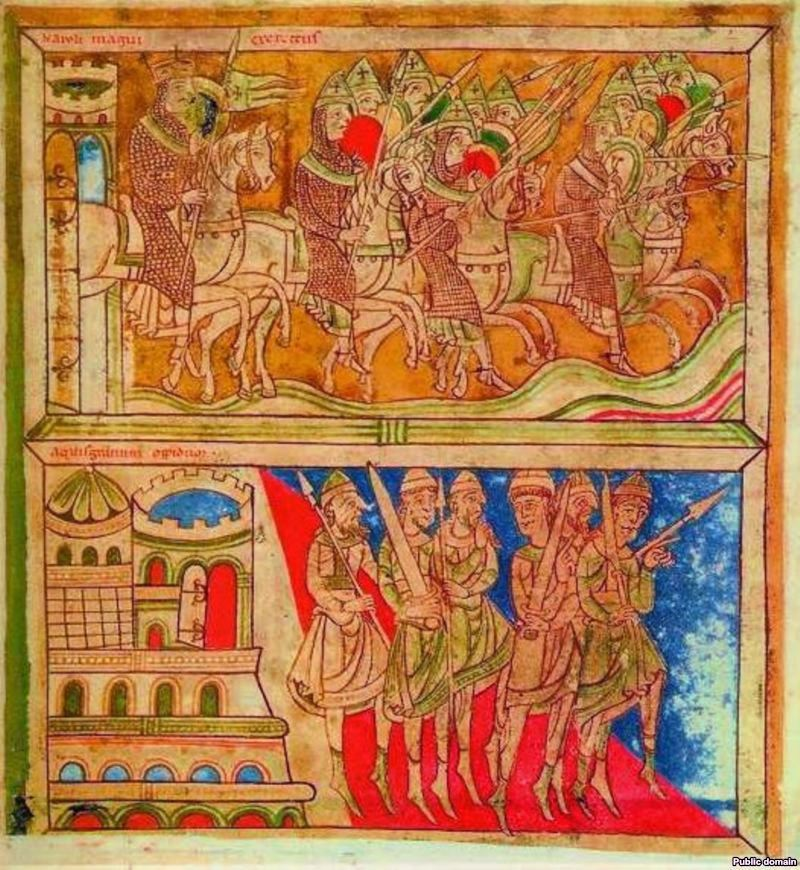
Codex Calixtinus, folium 162v. Karel de Grote, Roelant en ridders op weg naar Compostela

Dit fictieve historische verhaal wordt toegeschreven aan aartsbisschop Turpijn van Reims (?-794 of 800) en wordt daarom ook wel aangeduid als de pseudo-Turpijn of de Historia Turpini. Nu wordt het toegeschreven aan een anonieme auteur uit de 12e eeuw, waarschijnlijk van Franse herkomst.
Jacobus verscheen – zo wordt verteld – in een droom aan Karel de Grote (742-814) en onthulde hem de plaats van zijn graftombe in Galicië. Voorts spoorde de heilige hem aan de Moren te gaan bestrijden, de Islamitische heersers over vrijwel het gehele Iberische schiereiland. In deze droom wees Jacobus aan Karel de Grote een pad over de sterren, de Melkweg, van de Noordzee tot aan Galicië en het einde van de wereld: Finis Terrae (Fisterra). Karel de Grote trok daarop naar Spanje en voerde met bovennatuurlijke hulp van Jacobus strijd met de Moren. Op de terugtocht viel zijn vazal Roelant in de slag bij Roncesvalles in een hinderlaag en sneuvelde in gevecht met de ongelovigen.
Jacobus wordt in de Historia ten tonele gevoerd als Santiago Matamoros, de Morendoder (matar = doden). In de fictieve slag bij Clavijo (844) tussen koning Ramiro I van Asturië (790-850) en de emir van Córdoba Abd al-Rahman II (792-852) zou Jacobus de christelijke troepen op een wit paard te hulp zijn gesneld. In latere verhalen wordt Ramiro verwisseld met Karel de Grote. Santiago Matamoros wordt min of meer de patroonheilige van de Spaanse Reconquista, het verdrijven van de Islamitische heersers in het zuiden door de christelijke koningen uit het noorden. Het verhaal staat tegelijkertijd in de traditie van de ridderroman en kende in de middeleeuwen een zeer brede verspreiding in de vorm van het Roelantslied en de Karelromans.
De 26 hoofdstukken zijn getiteld:
1. Over de verschijning van de apostel aan Karel.
2. Over de muren van Pamplona die uit zichzelf instortten.
3. De namen van de Spaanse steden.
4. Over het afgodsbeeld van Mohammed.
5. Over de kerken die Karel liet bouwen.
6. Over Aigolandus.
7. Het wonder van de aalmoes voor de doden.
8. De veldslag van Sahagun en de bloeiende lansen.
9. De stad Agen.
10. De stad Saintes en de bloeiende lansen.
11. Over de strijders in het leger van Karel.
12. Het gesprek tussen Karel en Aigolandus.
13. Over de armen.
14. De dood van koning Aigolandus.
15. Over christenen die ongeoorloofd plunderen.
16. De oorlog tegen Furre.
17. Het gevecht met de reus Ferragut en het uitstekende dispuut met Roelant.
18. De oorlog van de maskers.
19. Het concilie van Karel.
20. De persoonlijkheid en de kracht van Karel.
21. De slag bij Roncesvalles en het lijdensverhaal van Roelant en andere strijders.
22. De dood van Karel.
23. Het mirakel dat God op voorspraak van Roelant in Noples liet gebeuren.
24. Over de dood van Turpijn en hoe zijn lichaam werd gevonden.
25. De emir van Cordoba.
26. Over de inzet in Spanje.

### Boek V. Wegwijzer voor de pelgrims naar Compostela (Iter pro peregrinis ad Compostellam)
Dit laatste boek beschrijft de wegen in het huidige Frankrijk naar Santiago. De Via Turonensis (vanaf Tours), de Via Lemoviensis (vanaf Vezelay), de Via Podiensis (vanaf Le Puy-en-Velay) en de Via Tolosana (vanaf Toulouse) komen samen tot één weg in Spanje (de huidige Camino Francés). De gids verhaalt over dorpen en steden langs de routes, over opvangcentra, rivieren, regio's, hun bewoners en eigenaardigheden. Uitvoerig is de aandacht voor de heiligen die onderweg moeten worden bezocht, hun levensverhalen en hun wonderen. De uiteindelijke bestemming Santiago de Compostela en Jacobus' kathedraal worden eveneens gedetailleerd beschreven.
Pelgrims krijgen informatie over plaatsen waar ze moeten stoppen om heiligdommen te bezoeken en relieken te vereren, en worden daarbij en passant gewaarschuwd voor andere kerken die ten onrechte beweren relieken (overblijfselen) van Sint Jacobus te bezitten. Ze krijgen advies over transportmiddelen en verbindingen, over plaatsen waar ze op hun hoede moeten zijn voor slecht eten en drinken en andere vormen van commerciële oplichting. Dit alles in het perspectief van de spirituele dimensie van de peregrinatio ad limina Sancti Iacobi, de pelgrimage naar het graf van de heilige Jacobus.
Gezien de kostbare uitvoering van de Codex Calixtinus, het gebruik van het Latijn als voertaal en het geringe aantal overgeleverde manuscripten was de gids duidelijk niet bedoeld om als reisgids in de pelgrimsbuidel onderweg mee te nemen. Het was geen reisgids zoals wij die kennen. De Iter pro peregrinis diende vooral om de pelgrimage naar Santiago te bevorderen. Boek V is in de 19e en 20e eeuw verreweg het meest bekende onderdeel van het Liber Sancti Iacobi geworden. Het concept van de vier routes is bij de herleving van de pelgrimage naar Santiago in de 20e en 21e eeuw bijzonder populair geworden. Gidsen, pelgrimsverhalen en wetenschappelijke studies grijpen er vaak op terug. Het is echter tegelijkertijd onderwerp van wetenschappelijk debat of ze in de middeleeuwen exact in deze vorm gefunctioneerd hebben.
Boek V telt 11 hoofdstukken die zeer ongelijk zijn in omvang en stijl. Enkele hoofdstukken,1, 2 en 5 bijvoorbeeld, bestaan uit niet meer dan een paar regels. Andere zijn veel uitvoeriger, met de hoofdstukken 8 over de heiligen en 9 over Santiago als forse uitschieters. Er is sprake van veel Franse invloed en de hoofdstukken zijn waarschijnlijk geschreven door verschillende auteurs.
De hoofdstukken zijn getiteld:
1. De wegen naar de heilige Jacobus.
2. De dagreizen over de weg naar de heilige Jacobus.
3. De namen van plaatsen langs de weg naar de heilige Jacobus.
4. De drie pelgrimsverblijven van de wereld.
5. De namen van enige reizigers die de weg naar Sint-Jacobus hebben hersteld.
6. De gezonde en ongezonde rivieren die men op weg naar Sint-Jacobus tegenkomt.
7. De namen van landstreken en de aard van de mensen die men onderweg naar Sint-Jacobus ontmoet.
8. De lichamen van heiligen die langs de route naar Sint-Jacobus rusten en die zijn pelgrims moeten bezoeken.
9. De gesteldheid van stad en basiliek van de heilige apostel Jacobus in Galicië.
10. Het aantal kanunniken van Sint-Jacobus.
11. Hoe de pelgrims van Sint-Jacobus behoren te worden ontvangen.

### Aanhangsel I
Bevat 22 kerkelijke gezangen die kort na de totstandkoming van de eigenlijke Codex zijn toegevoegd.

### Aanhangsel II
Ook deze bijlage is later in de 12e eeuw aan het manuscript toegevoegd en bevat hymnen, enkele wonderverhalen en een (vervalste) oorkonde van paus Innocentius II (onbekend-1143).

## Gezangen
In de Codex staan 119 gezangen in het Latijn. Boek I telt er 94, alle eenstemmig. De 22 gezangen in Bijlage I en de 3 liederen in Bijlage II zijn tweestemmig, met uitzondering van het driestemmige Congaudeant Catholici (Laat alle katholieken zich samen verheugen). De liederen behoren tot de vroegste voorbeelden van meerstemmige zang (polyfonie) in Europa. Hun muziekhistorisch belang is groot.
Het dag in dag uit, jaar in jaar uit, plechtig, eenstemmig Gregoriaans zingen nodigde uit om een vrolijker bovenstem toe te voegen, waardoor het geheel een meer feestelijke stemming kreeg. Deze gezangen werden door de schola (het koor) gezongen en niet door het volk. Het waren voor de pelgrims liederen om naar te luisteren.
De gezangen zijn voorzien van muzieknotatie. De twee stemmen zijn eenvoudig aangegeven door groene strepen die de onderstem en de improviserende bovenstem onderscheiden. De muzieknotatie is Mozarabisch. In tegenstelling tot het Gregoriaans is deze notatie niet geüniformeerd. De interpretatie is daardoor niet altijd gemakkelijk.
In Aanhangsel II staat ook de bekende hymne Dum Pater Familias (Toen God de Vader..), ook wel bekend als de Himno de los peregrinos de Santiago of de Canta de Ultreia, de hymne van de pelgrims naar Santiago. Dit is een niet-liturgische compositie met uitroepen in het Latijn, Duits en Vlaams. Het lied eindigt met de bekende Ultreia-strofe: Herru Sanctiagu, Got Sanctiagu, E ultreia e suseia, Deus adiuva nos.
O Heer Santiago, o goede Santiago! Voorwaarts en verder, moge God ons helpen.

## Tekstuitgaven en vertalingen
Zoals van vele andere beroemde en kwetsbare middeleeuwse handschriften is ook van de Codex Calixtinus een integrale facsimile, een replica, vervaardigd op ware grootte en in ware kleuren. Hierdoor is de studie van het handschrift veel gemakkelijker geworden. Het Nederlands Genootschap van Sint Jacob te Utrecht beschikt, dankzij een legaat van mevrouw Yvonne Schweigmann, sinds het voorjaar van 2018 over een exemplaar. Scans staan online in de mediatheek van het Genootschap.
In 1944 verscheen voor het eerst een uitgave van alle Latijnse teksten uit het Liber Sancti Jacobi. Whitehill, W.M. (ed.), Liber Sancti Jacobi. Codex Calixtinus. I, Texto Transcription (Santiago de Compostela 1944). Een recentere uitgave is Klaus Herbers, Manuel Santos Noya, Liber Sancti Jacobi. Codex Calixtinus (Santiago 1998).
Vertalingen van het gehele Liber Sancti Iacobi, inclusief de beide aanhangsels, zijn er in het Frans, Bernard Ciquel, La Légende de Compostelle. Le livre de saint Jacques (Paris 2003), in het Italiaans, Vincenza Maria Berardi, Paolo Caucci von Saucken, Il Codice callistino. Prima edizione italiana integrale del Liber Sancti Jacobi – Codex calixtinus (sec. XII) (Perugia 2008) en in het Spaans, Adelberdo Moralejo, Casimiro Torres, Julio Feo (eds.), Liber Sancti Jacobi, Codex Calixtinus (1e editie 1951, Nueva edición actualizada por María José García Blanco, Santiago 2014).
Klaus Herbers (ed.), Sancti Jacobi. Auszüge aus dem Jakobsbuch des 12. Jahrhunderts (2. durchgesehene Auflage, Tübingen 2018) biedt een vertaling in het Duits van delen van boek I en de boeken II en III.
Van de boeken II tot en met V zijn Nederlandse vertalingen voorhanden. H. Van Campenhout vertaalde de boeken II, III en IV onder de titel De verhalende delen van het Boek van Sint-Jakob. De wonderen van Sint-Jakob. De Translatio. De Kroniek van Turpijn (Dendermonde 2015). De Nederlandse vertaling van boek V van de hand van prof. dr J. van Herwaarden is te vinden in Ad Gruijters e.a. (red.), De gids voor de pelgrim. Op weg naar Santiago. Een twaalfde-eeuws handschrift vertaald en toegelicht  (Nederlands Genootschap van Sint Jacob, Utrecht 2021).
Mireille Madou, Santiago. De apostel en zijn mirakelen, De wonderdaden van Sint-Jakob zoals verhaald in de Codex Calixtinus (Zwolle 2014) betreft een navertelling van de wonderen uit boek II en de wonderen die verspreid voorkomen in de andere delen.
Er zijn ook uitvoerig becommentarieerde vertalingen van boek V in het Engels, William Melczer,The pilgrim's guide to Santiago de Compostela (New York 1993) en het Duits, Der Jakobsweg: mit einem mittelalterlichen Pilgerführer unterwegs nach Santiago de Compostela. Ausgewählt, eingeleitet, übersetzt und kommentiert von Klaus Herbers (Tübingen 1990).
De historische waargebeurde misdaad podcast Moord Podcast maakte een aflevering over de diefstal van de Codex Calixtinus.